# 洛亚
洛亚（法語：Loyat，法語發音：[lɔja]）是法国莫尔比昂省的一个市镇，属于瓦讷区。

## 地理
洛亚（47°59'24"N, 2°23'0"W）面积41.52 平方千米，位于法国布列塔尼大區莫尔比昂省，该省份为法国西北部沿海省份，位于布列塔尼半岛南部，北起阿摩尔滨海省、西接菲尼斯泰尔省，南濒大西洋，东南接大西洋卢瓦尔省，东临伊勒-维莱讷省。
与洛亚接壤的市镇（或旧市镇、城区）包括：吉利耶、伊韦勒河畔内昂、特雷奥朗特克、康佩内阿克、普洛埃梅勒、托蓬、圣马洛-德特鲁瓦方丹、莫龙。

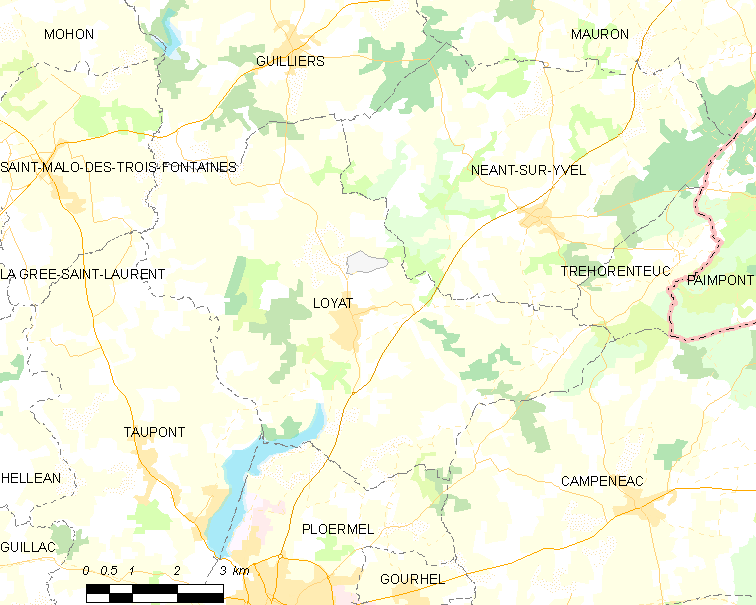
洛亚的OSM定位图

洛亚的时区为UTC+01:00、UTC+02:00（夏令时）。

## 行政
洛亚的邮政编码为56800，INSEE市镇编码为56122。

## 政治
洛亚所属的省级选区为普洛埃梅勒县。

## 人口

1962-2008年间洛亚人口变化图示

洛亚于2022年1月1日时的人口数量为1734人。